# عبدالاله النصار
عبدالاله النصار (انگلیسی: Abdulellah Al-Nassar؛ زادهٔ ۶ ژوئیهٔ ۱۹۹۱) یک ورزشکار اهل عربستان سعودی است.
از باشگاه‌هایی که در آن بازی کرده‌است می‌توان به باشگاه فوتبال النصر عربستان سعودی و باشگاه فوتبال الشعله عربستان سعودی اشاره کرد.
وی همچنین در تیم ملی فوتبال Saudi Arabia U20 بازی کرده است.